# أرمينيت
أرمينيت (بالبلغارية: Армените)‏ قرية تقع إدارياً ضمن مقاطعة غابروفو في بلغاريا. ويبلغ عدد سكانها 123 نسمة حسب تعداد 2010، يقطنون في مساحة قدرها10.126(كم²). تعتمد أرمينيت للبريد على الرمز البريدي 5347 وللاتصالات على رمز الاتصال الهاتفي المحلي 06713.